# Frédéric Titot
Frédéric Auguste Titot est un haut fonctionnaire et homme politique français, né le 5 juin 1811 à Paris et décédé le 12 février 1888 à Colmar (Haut-Rhin).

## Biographie
Frédéric Auguste Titot naît le 5 juin 1811 à Paris, dans le 1er arrondissement. Il est le fils de Jacques Frédéric Nicolas Titot, liquidateur général des vivres, et d’Élisabeth Haussmann. 
Industriel à Ensisheim, Frédéric Auguste Titot est préfet de la Haute-Vienne du 7 août 1848 au 10 janvier 1849.
Il est élu représentant du Haut-Rhin le 8 février 1871. Il démissionne le 1er mars 1871 pour protester contre l'annexion de l'Alsace-Moselle. 
Il meurt le 12 février 1888 à Colmar. 

## Sources
- « Frédéric Titot », dans Adolphe Robert et Gaston Cougny, Dictionnaire des parlementaires français, Edgar Bourloton, 1889-1891 [détail de l’édition]